# اوبوداوار
اوبوداوار (به مجاری: Óbudavár) یک شهرداری در مجارستان است که در ناحیه بالاتون‌فورد واقع شده‌است. اوبوداوار ۳٫۲۳ کیلومتر مربع مساحت و ۵۴ نفر جمعیت دارد.